# Alejandro Gagliardi
Alejandro Fabián Gagliardi (Los Surgentes, Provincia de Córdoba, Argentina; 6 de agosto de 1989) es un futbolista argentino. Juega como delantero y su primer equipo fue Instituto de Córdoba. Actualmente milita en Agropecuario de Carlos Casares de la Primera Nacional.

## Trayectoria
Se formó en La Agustina, el complejo de las inferiores que posee Instituto de Córdoba al cual llegó en 2006 a los 16 años de edad. Tuvo un fugaz paso por la sexta y la quinta división para pegar el salto a la primera con tan solo 17 años. Integró el plantel superior de la Gloria durante cinco temporadas seguidas donde disputó 143 partidos, convirtió 11 goles y fue expulsado en dos oportunidades.
Emigró con el pase en su poder y se incorporó a préstamo por un año a Rosario Central de la Primera B Nacional. Si bien el equipo se consagró campeón y ascendió a Primera, él no logró asentarse (disputó apenas 11 partidos, tan solo 6 como titular y marcó 1 gol), por lo que decidió buscar mayor contunuidad en otros clubes. Luego de su paso por el Canalla fue contratado por All Boys, donde tan solo se mantuvo seis meses.
Al quedar libre de All Boys firma contrato con Unión de Santa Fe, donde no ocupaba cupo como refuerzo por no pertenecer a algún club a la hora de la firma. Existía un préstamo con opción de compra y un precontrato de 3 años por más que el jugador solo se mantendría por seis meses en el club. En ese semestre disputó 11 partidos y no convirtió goles.
A mediados de 2014 se transformó en refuerzo de Nueva Chicago de la Primera B Nacional. Su equipo logró el ascenso a la Primera División y el mediocampista fue una pieza clave disputando 18 partidos y convirtiendo 4 goles (fue el goleador de su equipo en el torneo).
El 19 de diciembre de 2015 firma con Monarcas Morelia de la Liga MX para encarar el Clausura 2016, donde el equipo logró eludir el descenso y salvó la categoría. Con el Apertura 2016 ya iniciado, el jugador y la directiva deciden de común acuerdo terminar toda relación laboral debido al bajo rendimiento mostrado.

## Estadísticas
- Actualizado al 18 de agosto de 2025

| Club                      | Div.                | Temporada           | Liga  | Liga  | Copa nacional | Copa nacional | Copa internacional | Copa internacional | Total | Total |
| Club                      | Div.                | Temporada           | Part. | Goles | Part.         | Goles         | Part.              | Goles              | Part. | Goles |
| ------------------------- | ------------------- | ------------------- | ----- | ----- | ------------- | ------------- | ------------------ | ------------------ | ----- | ----- |
| Instituto Argentina       | 2.ª                 | 2007/08             | 22    | 0     | —             | —             | —                  | —                  | 22    | 0     |
| Instituto Argentina       | 2.ª                 | 2008/09             | 36    | 4     | —             | —             | —                  | —                  | 36    | 4     |
| Instituto Argentina       | 2.ª                 | 2009/10             | 26    | 0     | —             | —             | —                  | —                  | 26    | 0     |
| Instituto Argentina       | 2.ª                 | 2010/11             | 23    | 2     | —             | —             | —                  | —                  | 23    | 2     |
| Instituto Argentina       | 2.ª                 | 2011/12             | 35    | 5     | 1             | 0             | —                  | —                  | 36    | 5     |
| Instituto Argentina       | Total               | Total               | 142   | 11    | 1             | 0             | 0                  | 0                  | 143   | 11    |
| Rosario Central Argentina | 2.ª                 | 2012/13             | 11    | 1     | 1             | 0             | —                  | —                  | 12    | 1     |
| Rosario Central Argentina | Total               | Total               | 11    | 1     | 1             | 0             | 0                  | 0                  | 12    | 1     |
| All Boys Argentina        | 1.ª                 | 2013/14             | 6     | 0     | 1             | 0             | —                  | —                  | 7     | 0     |
| All Boys Argentina        | Total               | Total               | 6     | 0     | 1             | 0             | 0                  | 0                  | 7     | 0     |
| Unión Argentina           | 2.ª                 | 2013/14             | 11    | 0     | 1             | 0             | —                  | —                  | 12    | 0     |
| Unión Argentina           | Total               | Total               | 11    | 0     | 1             | 0             | 0                  | 0                  | 12    | 0     |
| Nueva Chicago Argentina   | 2.ª                 | 2014                | 19    | 4     | —             | —             | —                  | —                  | 19    | 4     |
| Nueva Chicago Argentina   | 1.ª                 | 2015                | 22    | 11    | 2             | 0             | —                  | —                  | 24    | 11    |
| Nueva Chicago Argentina   | Total               | Total               | 41    | 15    | 2             | 0             | 0                  | 0                  | 43    | 15    |
| Morelia · México          | 1.ª                 | 2015/16             | 10    | 1     | 5             | 3             | —                  | —                  | 15    | 4     |
| Morelia · México          | 1.ª                 | 2016/17             | 2     | 0     | 1             | 0             | —                  | —                  | 3     | 0     |
| Morelia · México          | Total               | Total               | 12    | 1     | 6             | 3             | 0                  | 0                  | 18    | 4     |
| Patronato Argentina       | 1.ª                 | 2016/17             | 23    | 2     | 1             | 0             | —                  | —                  | 24    | 2     |
| Patronato Argentina       | Total               | Total               | 23    | 2     | 1             | 0             | 0                  | 0                  | 24    | 2     |
| Chacarita Argentina       | 1.ª                 | 2017/18             | 16    | 1     | 0             | 0             | —                  | —                  | 16    | 1     |
| Chacarita Argentina       | Total               | Total               | 16    | 1     | 0             | 0             | 0                  | 0                  | 16    | 1     |
| Santa Tecla · El Salvador | 1.ª                 | 2018                | 7     | 0     | —             | —             | —                  | —                  | 7     | 0     |
| Santa Tecla · El Salvador | Total               | Total               | 7     | 0     | 0             | 0             | 0                  | 0                  | 7     | 0     |
| Agropecuario Argentina    | 2.ª                 | 2018/19             | 9     | 0     | —             | —             | —                  | —                  | 9     | 0     |
| Agropecuario Argentina    | 2.ª                 | 2019/20             | 13    | 0     | —             | —             | —                  | —                  | 13    | 0     |
| Agropecuario Argentina    | 2.ª                 | 2020                | 5     | 0     | —             | —             | —                  | —                  | 5     | 0     |
| Agropecuario Argentina    | 2.ª                 | 2024                | 33    | 11    | 1             | 0             | —                  | —                  | 34    | 11    |
| Agropecuario Argentina    | 2.ª                 | 2025                | 24    | 14    | —             | —             | —                  | —                  | 24    | 14    |
| Agropecuario Argentina    | Total               | Total               | 84    | 25    | 1             | 0             | 0                  | 0                  | 85    | 25    |
| Villa Dálmine Argentina   | 2.ª                 | 2021                | 26    | 5     | —             | —             | —                  | —                  | 26    | 5     |
| Villa Dálmine Argentina   | Total               | Total               | 26    | 5     | 0             | 0             | 0                  | 0                  | 26    | 5     |
| Gimnasia (J) Argentina    | 2.ª                 | 2022                | 13    | 2     | 1             | 0             | —                  | —                  | 14    | 2     |
| Gimnasia (J) Argentina    | Total               | Total               | 13    | 2     | 1             | 0             | 0                  | 0                  | 14    | 2     |
| Santamarina Argentina     | 2.ª                 | 2022                | 16    | 4     | —             | —             | —                  | —                  | 16    | 4     |
| Santamarina Argentina     | Total               | Total               | 16    | 4     | 0             | 0             | 0                  | 0                  | 16    | 4     |
| Flandria Argentina        | 2.ª                 | 2023                | 33    | 8     | —             | —             | —                  | —                  | 33    | 8     |
| Flandria Argentina        | Total               | Total               | 33    | 8     | 0             | 0             | 0                  | 0                  | 33    | 8     |
| Total en su carrera       | Total en su carrera | Total en su carrera | 441   | 75    | 15            | 3             | 0                  | 0                  | 456   | 78    |

## Palmarés

### Campeonatos nacionales
| Título             | Club            | País        | Año  |
| ------------------ | --------------- | ----------- | ---- |
| Primera B Nacional | Rosario Central | Argentina   | 2013 |
| Torneo Apertura    | Santa Tecla     | El Salvador | 2018 |

### Otros logros
| Título                     | Club          | País      | Año  |
| -------------------------- | ------------- | --------- | ---- |
| Ascenso a Primera División | Nueva Chicago | Argentina | 2014 |